# Paljanytsia

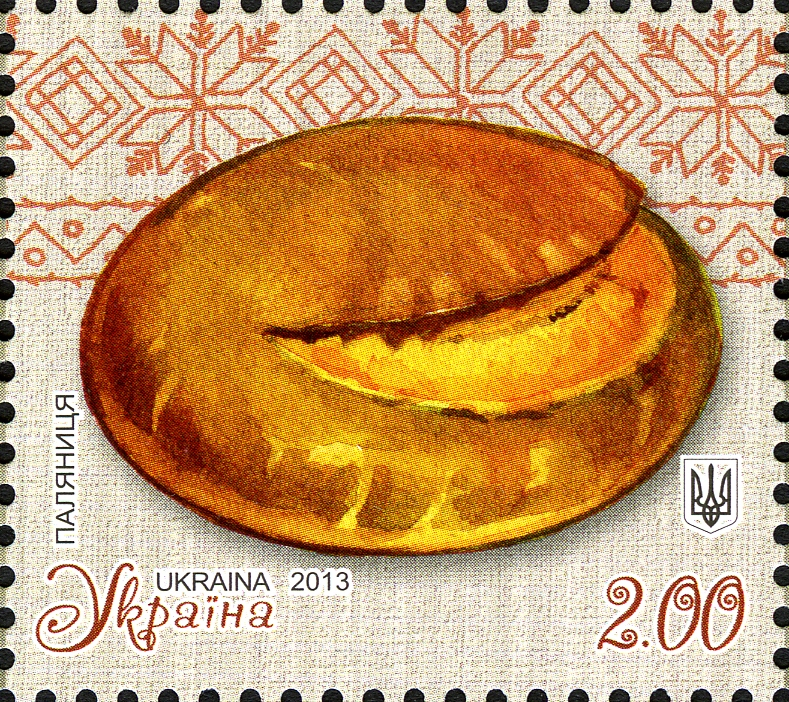
Paljanytsia avbildat på Ukrainskt frimärke.

Paljanytsia (ukrainska: паляниця) är ett typ av ukrainskt härdbakat bröd, främst av vetemjöl. Brödet har ett karakteristiskt semi-cirkulärt snitt längs med den övre tredjedelen av limpan. Namnet på brödet tros komma från ordet palyty (ukrainska: палити), med betydelsen "att bränna" eller "att röka", eftersom brödet ibland bränns när det reser sig under tillagningen. En annan möjlig etymologi är en relation till den östslaviska folkstammen poljaner, som var bosatta kring Kiev runt år 800–900. Ahatanhel Krymskyj ansåg dock att ordet härstammar från grekiska: πελανος (pelanos),, ett runt bakverk som offras till gudarna.

## Schibbolet
Ordet paljanytsia används som schibbolet-ord på ukrainska för att identifiera personer för vilka det ukrainska språket inte är fonetiskt bekant. Under Rysslands invasion av Ukraina har ordet använts för att identifiera ryska soldater eller sabotörer.
Tillfångatagna ryssar som hävdar att de är ukrainare löper risken att uttala ordet som pɐlʲɐˈnɪt͡sʲɐ. Den betonade ukrainska bokstaven и (y) som representerar den icke-palataliserade vokalen /ɪ/ uttalas istället som /(j)i/. De feluttalar också ofta den första obetonade я (ja) som [ʲɪ], och den andra obetonade я (ja) - efter bokstaven ц (ts) - som [ə]. Detta misstag är särskilt utbrett eftersom fonemet /t͡s/ aldrig palataliseras på ryska, till skillnad från på ukrainska. Resultatet blir därför pɐlʲɪˈnʲit͡sə, som låter som om det stavas палініца (palinitsa).